# تنسی (آرکانزاس)
تنسی (به انگلیسی: Tennessee) یک منطقهٔ مسکونی در ایالات متحده آمریکا است که در شهرستان درو، آرکانزاس واقع شده‌است. تنسی ۷۲٫۸۵ متر بالاتر از سطح دریا واقع شده‌است.